# Município de Jefferson (condado de Muskingum, Ohio)
O município de Jefferson (em inglês: Jefferson Township) é um município localizado no condado de Muskingum no estado estadounidense de Ohio. No ano de 2010 tinha uma população de 1.837 habitantes e uma densidade populacional de 331,28 pessoas por km².

## Geografia
O município de Jefferson encontra-se localizado nas coordenadas 40° 06′ 43″ N, 82° 00′ 47″ O. Segundo o Departamento do Censo dos Estados Unidos, o município tem uma superfície total de 5.55 km², da qual 5,3 km² correspondem a terra firme e (4,34 %) 0,24 km² é água.

## Demografia
Segundo o censo de 2010, tinha 1.837 habitantes residindo no município de Jefferson. A densidade populacional era de 331,28 hab./km². Dos 1.837 habitantes, o município de Jefferson estava composto pelo 97,28 % brancos, o 0,33 % eram afroamericanos, o 0,05 % eram amerindios, o 0,38 % eram asiáticos, o 0,05 % eram de outras raças e o 1,91 % eram de uma mistura de raças. Do total da população o 0,33 % eram hispanos ou latinos de qualquer raça.